# V/H/S – Eine mörderische Sammlung
V/H/S ist ein US-amerikanischer Found-Footage-Episodenhorrorfilm aus dem Jahr 2012. 2013 entstand die Nachfolgeproduktion S-VHS, 2014 folgte V/H/S: Viral. 2021 wurde V/H/S/94 veröffentlicht, mit V/H/S/99 entstand 2022 ein weiterer Teil.

## Handlung
V/H/S besteht aus einer Found-Footage-Rahmenhandlung (Tape 56) und fünf Found-Footage-Filmen verschiedener Regisseure.

### Tape 56
Brad, Gary, Rox und Zak produzieren Amateurfilme. Dabei ziehen sie jungen Frauen auf der Straße das Oberteil hoch, zerstören fremdes Eigentum oder filmen sich mit versteckter Kamera beim Geschlechtsverkehr mit One-Night-Stands. Diese Filme verkaufen sie dann für 50 Dollar an einen Pornoladen. Ausschnitte dieser Filme befanden sich ursprünglich auf dem Band von V/H/S, sodass sie am Anfang und bei Schnitten für einige Sekunden zu sehen sind.
Als sie sich filmen, wie sie einen ihrer Filme schauen, erzählt einer der Jungs, er habe einen neuen Job an Land gezogen, der ihnen viel mehr Geld bringen soll, wenn sie einfach eine einzige Videokassette aus dem Haus eines Rentners stehlen würden. Auch diesen Überfall filmen sie mit zwei Kameras. Als sie den Rentner in seinem Haus finden, hängt dieser scheinbar tot in einem Sessel. Vor ihm steht eine Pyramide alter Fernseher. Während drei der Jungs das Haus weiter durchsuchen, schaut sich Brad das Video an, das in einem Videorekorder steckt.

### Amateur Night
Clint nimmt mit einer Videobrille auf, wie er und zwei Freunde (Shane und Patrick) auf einer Party zwei Mädels (Lily und Lisa) abschleppen. Im Auto geben sie Lily, die immer wieder „Ich steh auf dich“ sagt, Drogen. Lisa schläft ziemlich bald alkoholbedingt ein. Als Shane mit Lily das Liebesspiel beginnt, fällt Clint auf, dass sie seltsame schuppige Füße hat. Shane lässt ihn jedoch nicht zu Wort kommen. Als dann auch noch Patrick sich mit Lily vergnügen will, geht Clint ins Badezimmer. Plötzlich stürmt Patrick ins Badezimmer, denn Lily hat ihn gebissen, als er ebenfalls mit ihr Sex haben wollte. Die beiden gehen zurück, um Lilly zur Rede zu stellen, die sich dann jedoch in ein furchteinflößendes Wesen mit Reißzähnen und Katzenaugen verwandelt und Shane beginnt zu zerfleischen. Patrick bewaffnet sich deshalb mit der Duschvorhangstange. Er attackiert Lily mit der Stange, was diese jedoch leicht abwehrt, Patrick angreift und ebenfalls zerfleischt.
Clint flüchtet über den Außengang in ein Treppenhaus, stürzt jedoch auf den Stufen, wobei er sich das Handgelenk offen bricht. Lily folgt ihm; als sie mit ihm Sex haben will, fragt sie, ob es ihm nicht gefalle. Clint reagiert nicht wie erhofft, sie lässt dann von ihm ab und beginnt zu weinen. Clint öffnet den Ausgang und rennt zur Rezeption des Motels; die Angestellten lassen ihn jedoch nicht hinein. Er läuft weiter zu zwei Männern an einem Auto. Diese wehren sich jedoch gegen ihn, erschrecken dann aber, als Lily Clint hinterrücks packt und mit ihm davonfliegt. Clint kann noch einen Blick auf ihre Flügel erhaschen. Danach fällt seine Videobrille zu Boden.
2016 erhielt diese Episode mit Siren einen Ableger in Spielfilmlänge.

### Tape 56
Gary und Zak finden im Keller ebenfalls eine Videosammlung. Da sie nicht wissen, welches eine Video sie genau stehlen sollen, sucht Zak nach einem Behältnis, sieht dabei aber jemanden durch den Raum streifen.
Brad schaut sich derweil ein weiteres Video an.

### Second Honeymoon
Stephanie filmt die Reise durch die Wüste, die sie mit ihrem Freund Sam auf der Route 66 unternimmt.
Eines Abends klopft jemand an der Tür ihres Hotelzimmers. Der Film setzt anschließend wieder ein, als Sam Stephanie erzählt, was passiert ist. Vor der Tür habe ein Mädchen gestanden, die am nächsten Tag mitgenommen werden wollte. Sam erzählt, er finde sie körperlich einschüchternd und allgemein seltsam.
Jemand filmt die beiden nachts beim Schlafen mit ihrer Kamera, zieht Stephanie die Decke herunter und will mit einem Messer ihre Unterhose an der Seite aufschneiden, als diese sich die Decke wieder hochzieht. Die Person stiehlt Geld und tunkt Sams Zahnbürste ins Klowasser. Im Badezimmer sieht man, dass es eine junge Frau ist.
Am nächsten Tag fahren die beiden in den Grand Canyon, bevor sie wieder in das Hotel zurückkehren.
Nachts filmt sich jemand, wie er Sam mit dem Messer den Hals zersticht. Anschließend nimmt eine Frau eine Maske ab und küsst Stephanie. Dies wird immer wieder dadurch unterbrochen, dass jemand die vorbeiziehende Straße beim Autofahren filmt. Abschließend fragt Stephanie, die den Wagen fährt: „Hast du’s gelöscht?“

### Tape 56
Brad sieht sich ein weiteres Video an. Dabei bemerkt er nicht, dass sich der vermeintlich Tote nicht mehr auf dem Sofa befindet. Gary und Zak haben im Keller die Videos eingesteckt. Sie spekulieren über den Inhalt und beschließen, die Videos auf jeden Fall vorher zu kopieren.

### Tuesday the 17th
Joey, Samantha, Spider und Wendy fahren an einen See und filmen sich dabei. Die Kamera ist jedoch etwas kaputt und nimmt teilweise nicht richtig auf. Dann sieht man das, was vorher auf dem Band war: blutige Leichen.
Am See angekommen, begleitet Spider Samantha in den umliegenden Wald, wo sie sich hinter einen Baum erleichtern will. Danach wird sie am Kopf von einem Wurfmesser getroffen. Dann wird Spider zu Boden gebracht und erstochen. Der übernatürliche Mörder ist für die Jugendlichen nicht zu erkennen. Man sieht ihn nur grob auf dem Video, wo er dann allerdings einen breiten horizontalen Streifen mit Bildfehlern über seiner Figur verursacht, die stärker werden, je näher er kommt.
Wendy findet die Kamera und geht zu Joey. Während sie mit ihm spricht, kommt das Wesen von hinten und ersticht Joey. Anschließend verfolgt er Wendy. Diese hat die anderen Jugendlichen als Köder mitgenommen und den Wald mit Fallen präpariert. Sie möchte mit dem Wesen Kontakt aufnehmen, doch es schnappt Wendy und weidet sie aus.

### Tape 56
Gary und Zak kommen ins Zimmer mit den Fernsehern. Doch Brad ist verschwunden. Während Gary die anderen sucht, schaut sich Zak eines der Videos an.

### The Sick Thing That Happened to Emily When She Was Younger
Der Medizinstudent James macht eine Videokonferenz mit seiner Freundin Emily. Sie erzählt ihm, dass sie in ihrer Wohnung seltsame Dinge hört. Außerdem tut ihr der Arm weh.
Eines Nachts, als sie wieder etwas hört, startet sie die Videokonferenz und öffnet die Tür, hinter der sie das gehört hat. Als nichts passiert, setzt sie sich wieder aufs Bett. Im Hintergrund sieht man, wie ein kleines Kind die Tür wieder zumacht.
Am Tag darauf erzählt Emily, dass ihr Arm nicht besser wird.
Als es dann in einer weiteren Nacht wieder spukt und die beiden eine Videokonferenz machen, findet Emily das kleine Kind im Wohnzimmer.
Am nächsten Tag hat Emily ein Loch in ihren Arm gestochert, um herauszufinden, was ihr so weh tut. James rät ihr davon ab.
Als es dann in einer Nacht erneut spukt, beschließt Emily, mit dem Kind zu reden. In ihrem Wohnzimmer stehen diesmal allerdings mehrere Kinder, die Emily offenbar zu Boden schlagen. James, den Emily in Michigan vermutet, kommt herein und entnimmt Emily ein fötusartiges Ding aus dem Bauch. Man erfährt, dass das in Emilys Arm ein Peilsender ist.
Am Tage erzählt Emily James, dass sie bei einer Ärztin war, die ihr attestiert habe, sie sei schizoaffektiv. Sie meint, James habe eine bessere Freundin als sie verdient, weil sie so viele Probleme habe.
Das Video endet damit, dass der Mann eine Videokonferenz mit einer anderen Frau hält, welcher ebenfalls der Arm weh tut und welche ebenfalls glaubt, James sei ihr Freund.

### Tape 56
Gary kommt in den Raum mit den Fernsehern. Zak ist verschwunden und auch der tote Rentner hängt nicht mehr im Sessel.
Gary sucht Zak und findet ihn geköpft an einem Heizkörper liegen, als ihn der Rentner mit dem Kopf bewirft. Er verfolgt und tötet den flüchtenden Gary.
Im Zimmer mit den Fernsehern wird anschließend eine Kassette in den Videorekorder gelegt, während man nur den Sessel sieht.

### 10/31/98
17. September 1998: Drei Pärchen sind in einem Park und grillen. Das Video bricht allerdings bald ab.
31. Oktober 1998: Ein junger Mann verkleidet sich an Halloween als Bär. Im Bärenkostüm ist eine versteckte Kamera. Er und drei Freunde wollen zu einer Halloween-Hausparty gehen. Doch das Haus ist leer. Sie gehen im Haus langsam nach oben. Immer wieder tauchen kurz kleine Mädchen in weißen Kleidern auf und verschwinden wieder. Im Dachgeschoss benutzen vier Männer eine angekettete junge Frau für ein Ritual, bei dem sie sie auspeitschen. Die Freunde fliehen, doch beschließen dann, die Frau zu retten.
Die Peiniger der Frau warnen, sie müsse unbedingt im Haus bleiben, werden aber nach und nach in den Himmel fortgerissen.
Nach der Rettung der Frau kommen bei der Flucht durch das Haus überall Hände aus der Wand, die Türklinken verpuffen und Haushaltsgegenstände beginnen zu schweben. Die Freunde flüchten durch den Keller und wollen die Frau mit ihrem Auto ins Krankenhaus bringen. Auf der Fahrt verschwindet erst ihr Getriebe und dann die Frau, die plötzlich außen vorm Wagen steht. Erst jetzt fällt den Freunden auf, dass sie mitten auf einem Bahnübergang stehen. Ein heranbrausender Zug rammt ihr Fahrzeug.

## Synchronisation
Die deutsche Synchronfassung entstand bei der Splendid Synchron in Köln und der EuroSync in Berlin. Boris Tessmann schrieb das Dialogbuch und führte Regie.
| Rolle                                                      | Darsteller            | Synchronsprecher   |
| Tape 56                                                    | Tape 56               | Tape 56            |
| ---------------------------------------------------------- | --------------------- | ------------------ |
| Gary                                                       | Calvin Reeder         | Dennis Schmidt-Foß |
| Zak                                                        | Lane Hughes           | Robin Kahnmeyer    |
| Rox                                                        | Kentucker Audley      | Rainer Fritzsche   |
| Brad                                                       | Adam Wingard          | Nico Sablik        |
| Amateur Night                                              |                       |                    |
| Lily                                                       | Hannah Fierman        | Anne Helm          |
| Patrick                                                    | Joe Sykes             | Gerrit Schmidt-Foß |
| Clint                                                      | Drew Sawyer           | Jan Makino         |
| Lisa                                                       | Jas Sams              | Nicole Hannak      |
| Second Honeymoon                                           |                       |                    |
| Sam                                                        | Joe Swanberg          | Martin Kautz       |
| Stephanie                                                  | Sophia Takal          | Sonja Spuhl        |
| Tuesday the 17th                                           |                       |                    |
| Wendy                                                      | Norma C. Quinones     | Anja Stadlober     |
| Joey                                                       | Draw Moerlein         | Leonhard Mahlich   |
| Samantha                                                   | Jeannine Yoder        | Yvonne Greitzke    |
| Spider                                                     | Jason Yachanin        | David Turba        |
| The Sick Thing That Happened to Emily When She Was Younger |                       |                    |
| Emily                                                      | Helen Rogers          | Magdalena Turba    |
| James                                                      | Daniel Kaufman        | Julien Haggège     |
| 10/31/98                                                   |                       |                    |
| Chad                                                       | Chad Villena          | Jesco Wirthgen     |
| Matt                                                       | Matt Bettinelli-Olpin | Christoph Banken   |
| Tyler                                                      | Tyler Gillett         | Jaron Löwenberg    |
| Paul                                                       | Paul Natonek          | Johannes Berenz    |

## Kritik
Robert Cherkowski von Filmstarts.de vergab 3,5 von 5 Sternen und sagte, die Regisseure überraschten mit „cleveren Ideen, dichter Atmosphäre und harter Gore-Gewalt“. Jochen Werner von Critic.de bezeichnete den Film als ambitioniertes und originelles Werk.

## Veröffentlichung
Der Film kam am 31. August 2012 mit einem R-Rating in die US-amerikanischen Kinos und Video-on-Demand-Dienste.
In Deutschland wurde er am 18. Oktober 2012 von Splendid Film für den Verleih veröffentlicht und kann ab dem 26. Oktober auch käuflich erworben werden. Die FSK erteilte der ungeschnittenen Fassung Keine Jugendfreigabe.